# Michael Lejsek
Michael Lejsek, född 24 februari 1998 i Kadaň, är en tjeckisk rodelåkare.

## Karriär
Lejsek tävlade för Tjeckien vid olympiska vinterspelen 2022 i Peking, där han slutade på 30:e plats i herrarnas singel. Lejsek var även en del av Tjeckiens lag tillsammans med Anna Čežíková, Filip Vejdělek och Zdeněk Pěkný som slutade på 10:e plats i lagstafetten.